# Dieter Werkmüller
Dieter Werkmüller (* 11. Juli 1937 in Wiesbaden; † 24. Oktober 2022 in Kirchhain) war ein deutscher Jurist und Hochschullehrer an der Philipps-Universität Marburg.

## Leben
Dieter Werkmüller nahm 1957 ein Studium der Rechtswissenschaften an der Universität München auf, das er 1962 an der Universität Frankfurt am Main mit dem Erwerb des Ersten Juristischen Staatsexamens abschloss. 1966 folgte das Zweite Staatsexamen. In der Folge arbeitete er als wissenschaftlicher Assistent an der Universität Frankfurt am Main, wechselte später aber an die Universität Marburg. Dort wurde er 1970 mit einer rechtsgeschichtlichen Arbeit über Weistümer promoviert.
Zwei Jahre später wurde Werkmüller auf den neu geschaffenen Lehrstuhl für Rechtsgeschichte und Bürgerliches Recht an der Universität Marburg berufen. Diesen Ruf nahm er an und lehrte und forschte dort bis zu seiner Emeritierung 2002. Kurz nach seiner Emeritierung schloss er sich derselben Marburger Rechtsanwaltskanzlei an, der sich bereits Ekkehard Kaufmann 1992 angeschlossen hatte. Dort arbeitete Werkmüller bis 2006 als Rechtsanwalt. Bis 2006 hielt Werkmüller zudem noch einige rechtsgeschichtliche Vorlesungen an der Universität Marburg.
Werkmüllers Forschungsschwerpunkt lag insbesondere in der deutschen Rechtsgeschichte. Größere Bekanntheit erlangte er durch seine Mitarbeit am Handwörterbuch zur deutschen Rechtsgeschichte.
Dieter Werkmüller starb am 24. Oktober 2022 im Alter von 85 Jahren in Kirchhain bei Marburg.

## Werke (Auswahl)
- Über Aufkommen und Verbreitung der Weistümer. Nach der Sammlung von Jacob Grimm. Erich Schmidt Verlag, Berlin 1972, ISBN 3-503-00729-6 (Dissertation).
- mit Adalbert Erler, Ekkehard Kaufmann, Wolfgang Stammler (Hrsg.): Handwörterbuch zur deutschen Rechtsgeschichte. Erich Schmidt Verlag, Berlin 1998, ISBN 3-503-00015-1.